# 조시 그린
조슈아 부스 그린(Joshua Booth Green, 1970년 2월 11일 ~ )은 미국의 정치인으로 현재 하와이주 주지사이다.

## 학력
- 스와스모어 대학교 (인류학 / B.S.)
- 펜실베이니아 주립 대학교 (의학 / M.D.)

## 경력
- 외과 전문의
- 2004.11 ~ 2008.11 하와이주 제6구 하원의원
- 2008.11 ~ 2018.11 하와이주 제3구 상원의원
- 2018.12 ~ 2022.12 제15대 하와이 부지사
- 2022.12 ~ 제9대 하와이 주지사

## 역대 선거 결과
| 선거명      | 직책명                      | 대수 | 정당   | 득표율   | 득표수    | 결과 | 당락               |
| ----------- | --------------------------- | ---- | ------ | -------- | --------- | ---- | ------------------ |
| 2004년 선거 | 하원의원 (하와이 제6선거구) | 23대 | 민주당 | 54.33%   | 4,337표   | 1위  | 하와이 주의원 당선 |
| 2006년 선거 | 하원의원 (하와이 제6선거구) | 24대 | 민주당 | 단독후보 | 무투표    | 1위  | 하와이 주의원 당선 |
| 2008년 선거 | 상원의원 (하와이 제3부)     | 25대 | 민주당 | 단독후보 | 무투표    | 1위  | 하와이 주의원 당선 |
| 2012년 선거 | 상원의원 (하와이 제3부)     | 27대 | 민주당 | 78.05%   | 11,351표  | 1위  | 하와이 주의원 당선 |
| 2014년 선거 | 상원의원 (하와이 제3부)     | 28대 | 민주당 | 82.47%   | 8,896표   | 1위  | 하와이 주의원 당선 |
| 2018년 선거 | 하와이 부지사               | 15대 | 민주당 | 62.67%   | 244,934표 | 1위  | 하와이 부지사 당선 |
| 2022년 선거 | 하와이 주지사               | 9대  | 민주당 | 63.16%   | 261,025표 | 1위  | 하와이 주지사 당선 |